# Paratyndaris paralateralis
Paratyndaris paralateralis es una especie de escarabajo barrenador metálico del género Paratyndaris, de la familia Buprestidae, orden Coleoptera.

## Distribución
Se distribuye por la ecozona del Neotrópico.

## Taxonomía
Fue descrita por Nelson & Bellamy en 2004 y publicada en Nelson G. H. & C. L. Bellamy. A revision of the genus Paratyndaris Fisher, 1919 (Coleoptera: Buprestidae: Polycestinae). Zootaxa 683:1-80. (2004).